# Jan Lucas

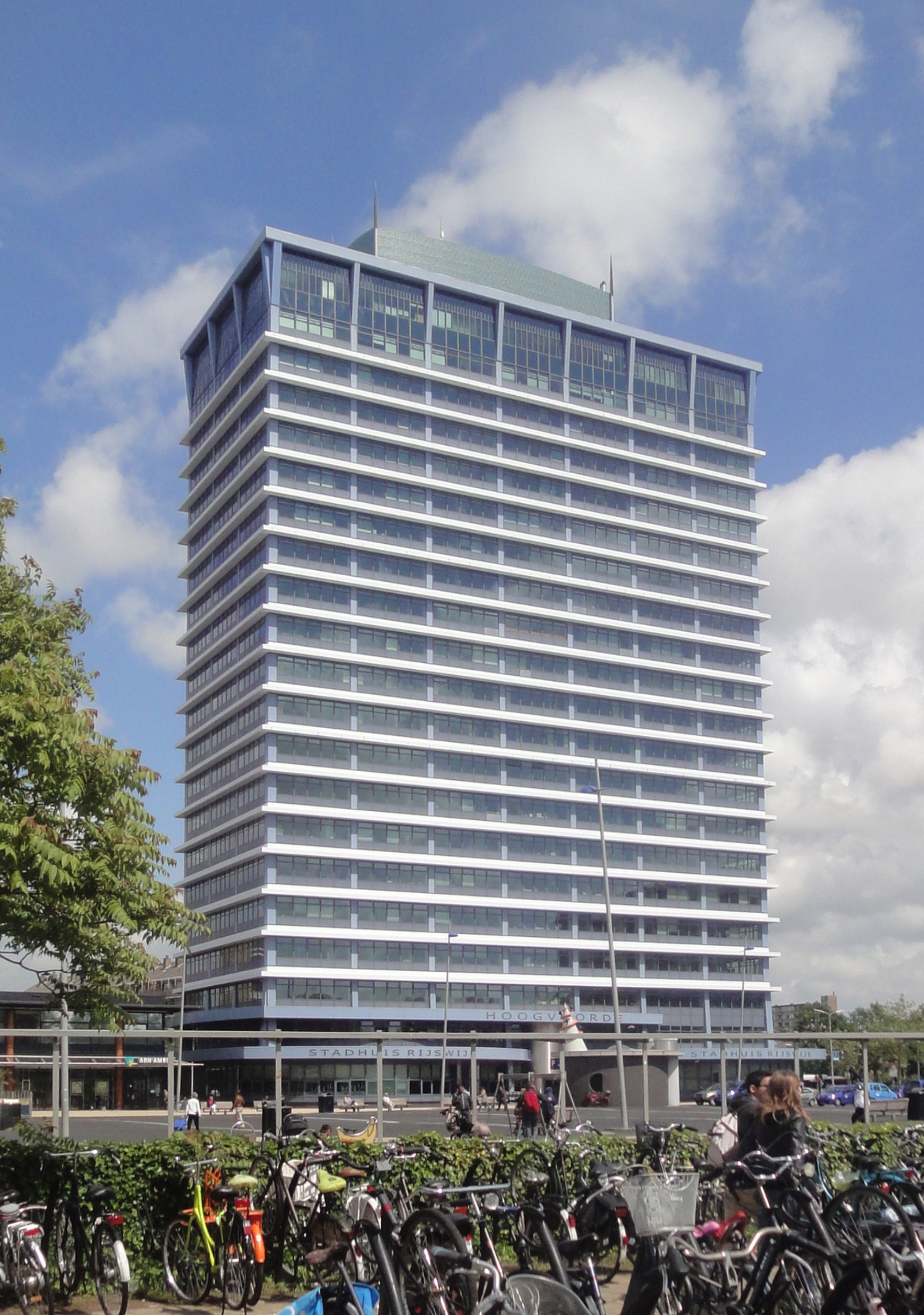
Gemeentehuis Rijswijk in 2012

Jan Anthonie Lucas (Den Haag 1917 - Voorburg 2005), was een Nederlands architect en de oudste zoon van architect Dirk Jan Lucas.
Jan Lucas studeerde bouwkunde aan de Technische Hogeschool te Delft. Na zijn studie werkte hij samen met de architecten Bart Hoogstraten, Wout Ellerman, Niek van Vught, Frits van Zutphen en De Nijs (Deneijs). Samen met Henk Niemeijer richtte hij in 1947 Architectenbureau Lucas en Niemeijer op. Met vele andere behoorden zij tot de groep wederopbouwarchitecten. Lucas realiseerde onder andere woningen en utiliteitsgebouwen en was mede verantwoordelijk voor de ontwerpen van, en hoofdzakelijk in Zuid-Holland, bekende gebouwen.
Na zijn verhuizing naar Frankrijk, ontstond zijn interesse in keramiek. Hij opende een keramisch museum in zijn woonplaats St. Avit. Eind jaren negentig keerde hij terug naar Nederland en ging wonen in Voorburg. In 2005 overleed Jan Lucas
Lucas was hoogleraar aan de TU Delft en ontving in 1978 de Ridder Orde van de Nederlandse Leeuw.
Het Architectenbureau Lucas en Niemeijer, heeft verschillende samenstellingen gekend. Tegenwoordig bekend als ELV architecten Rijswijk (Ellerman Lucas van Vugt).

## Bouwwerken (selectie)
| Jaar      | Plaats                            | Naam/omschrijving project       | Notitie                                    | Afbeelding                            |
| --------- | --------------------------------- | ------------------------------- | ------------------------------------------ | ------------------------------------- |
| 1949      | Rijswijk                          | Monument voor de Gevallenen     | Locatieontwerp                             |                                       |
|           | Rotterdam, Bospolder-Tussendijken | Hoogbouwproject, vijf flats     |                                            |                                       |
| 1953-1955 | Rotterdam, Pendrecht              | Winkelcentrum Zijpe             |                                            |                                       |
| 1963      | Den Haag, Jan Hendrikstraat       | Nutsspaarbank                   |                                            |                                       |
| 1965      | Den Haag, Laan 5,7,9              | City Parking                    |                                            |                                       |
| 1966      | Rijswijk                          | De Generaal                     | Getransformeerd tot appartementen in 2021  | Voor transformatie naar appartementen |
| 1967      | Den Haag                          | Castalia/Transitorium, Den Haag | Verbouwd en opgehoogd in 1998              |                                       |
| 1969      | Utrecht                           | Willem C. van Unnikgebouw       |                                            | Willem C. van Unnikgebouw             |
| 1971      | Rijswijk                          | Hoogvoorde                      |                                            |                                       |
| 1973      | Odijk                             | Kodak Nederland BV              | Anno 2022 Dienst ICT van Nationale Politie |                                       |
| 1977      | Utrecht                           | Kantoorgebouw Westraven         | Verbouwd en uitgebreid in 2007             |                                       |